# The Young Man from Atlanta
The Young Man From Atlanta (El hombre joven de Atlanta) es un drama teatral escrito por el dramaturgo estadounidense Horton Foote, y estrenado por primera vez Off- Broadway, en el Signature Theatre el 27 de enero de 1995. Foote recibió el Premio Pulitzer de 1995 al mejor drama teatral. Esta fue una de las cuatro obras de Foote que el grupo teatral produjo durante su temporada 1994 - 1995. 

## Antecedentes
En esta obra, Foote revivió a personajes que ya habían estado en El ciclo hogareño de los huérfanos compuesto por nueve obras. Will Kidder, de 64 años en esta obra, tenía poco más de veinte años en Lily Dale y se acercaba a la mediana edad en Cousins. Lily Dale Kidder, de sesenta años, fue presentada en Roots in a Parched Ground como una niña de diez años, y fue retratada en etapas posteriores de la vida en Lily Dale y Cousins. Su padrastro, Pete Davenport, de 72 años, aparece por primera vez a los treinta años en Roots in a Parched Ground . Según el dramaturgo, pensó que había terminado con estos personajes después de Cousins, pero a principios de la década de 1990 se encontró pensando en ellos nuevamente y comenzó a trabajar en esta obra. 

## Argumento
En 1950, Will Kidder, de 64 años de edad se encuentra en su oficina en la compañía Sunshine Southern Wholesale Grocery, donde ha trabajado desde los 20 años. Él y su esposa Lily Dale se acaban de mudar a su nueva casa en Houston y, en palabras de Will, "No hay casa más bonita que ésta en Houston". De niño era pobre y tuvo una carrera exitosa. Sin embargo, Will es despedido. 
Will habla acerca de su único hijo, Bill, quien se había mudado a Atlanta. Bill se había ahogado hacía seis meses, y Will sospecha que Bill se suicidó. Lily Dale se niega a considerar que su hijo se suicidó, y a cambio cree que su muerte fue un accidente. El compañero de cuarto de Bill, Randy Carter, el "joven de Atlanta", ha intentado ver a Will, quien cree que todo lo que quiere es dinero. Will se entera de que Bill le estaba dando dinero a Randy, pero finalmente acepta que conocía a Bill y "es el único Bill que me importa conocer". En una crítica en The New York Times titulada "Amenaza sin nombre en el último Foote" señala: "En 1950, nadie en la obra menciona la palabra 'gay' o se refiere, incluso eufemísticamente, a la verdadera relación entre Bill y Randy".

### Personajes
- Lily Dale Kidder
- Will Kidder
- Pete Davenport
- Carson
- Tom Jackson
- Miss Lacey
- Ted Cleveland, Jr.
- Clara
- Etta Doris Meneffree

## Puestas en escena
The Young Man de Atlanta estuvo en la cartelera Off-Broadway en el Signature Theatre del 27 de enero de 1995 al 26 de febrero de 1995. Bajo la dirección de Peter Masterson, el elenco contó con Ralph Waite como Will Kidder, Carlin Glynn como Lily Dale y James Pritchett como Pete Davenport. La producción ganó el Premio Pulitzer 1995 por mejor drama.
La obra fue luego producida por el Teatro Huntington de Boston, Massachusetts en 1995, se presentó en el Teatro Alley de Houston del 16 de febrero de 1996 al 16 de marzo, ambas puestas en escena con la actuación de Ralph Waite y Carlin Glynn, y en el Teatro Goodman (Chicago) en enero de 1997, con nuevos miembros de reparto, como Rip Torn y Shirley Knight. (La obra se había desarrollado en el Alley Theatre, donde habían tenido lugar las lecturas de la obra).

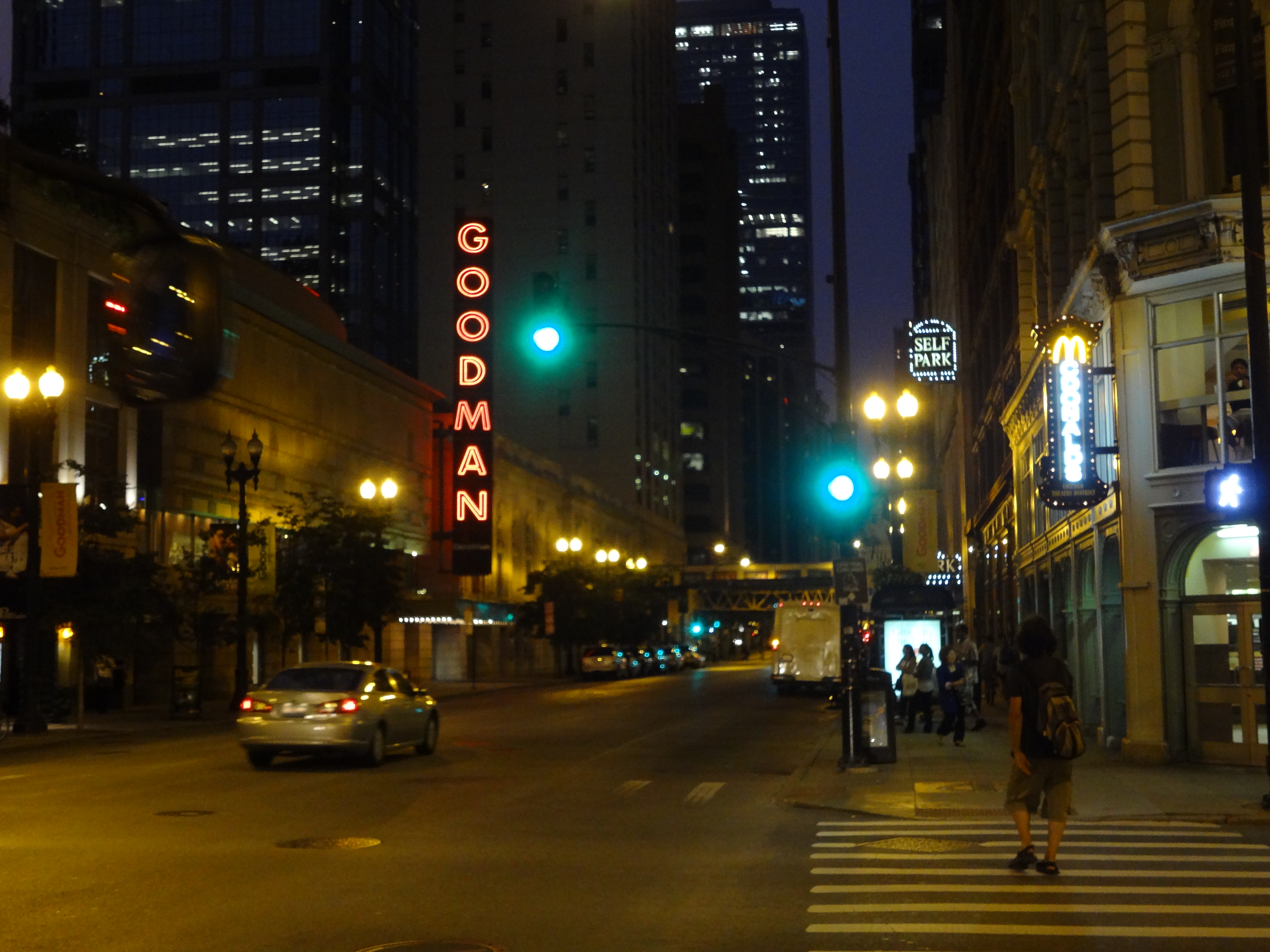
Goodman Theater, Chicago

La obra se estrenó en Broadway en el Teatro Longacre el 13 de marzo de 1997 (avant-premiere) y estuvo en cartelera hasta el 8 de junio de 1997. Dirigido por Robert Falls, el elenco contó con Rip Torn como Will Kidder, Shirley Knight como Lily Dale y William Biff McGuire como Pete Davenport. La obra fue nominada para el Premio Tony a la Mejor Obra, William Biff McGuire a la mejor actuación de un actor principal y Shirley Knight a la mejor actuación de una actriz principal. 
La obra fue repuesta Off-Broadway en el Signature Theatre, reestrenándose el 24 de noviembre de 2019. El director es Michael Wilson, con un elenco principal integrado por Aidan Quinn como Will Kidder, Kristine Nielsen como Lily Dale y Stephen Payne como Pete Davenport.

### Desarrollo
Debido a que el productor sintió que la obra necesitaba cambios, se agregó un nuevo director, Robert Falls, y un nuevo elenco. El productor dijo de Falls: "Buscamos a alguien que consideramos el mejor director del país para obras de teatro estadounidenses, alguien que pudiera tomar el trabajo notable de Horton y revelar mejor el trabajo subterráneo debajo de la superficie". Los cambios en el guion fueron sutiles, por ejemplo, trasladar el desarrollo de una escena a otra parte de la obra.

## Otras lecturas
- Foote, Horton (1995). The Young Man from Atlanta (First edición). New York: Dutton. ISBN 0-525-94114-2.